# Orgilus cretus
Orgilus cretus är en stekelart som beskrevs av Chou 1995. Orgilus cretus ingår i släktet Orgilus och familjen bracksteklar. Inga underarter finns listade i Catalogue of Life.